# 真菌学
真菌学（しんきんがく、英語：mycology）とは真菌についての学問のことである。菌学、菌類学とも呼ばれる。どちらかといえば医学の分野で真菌学を、生物学の分野では菌類学を用いる。

## 概論
具体的には、酵母やカビ、キノコなどの基礎的な性質や応用についての学問。これらの生物は、外見上は肉眼的なものであっても、その構造は菌糸など、微細な構造の積み重ねから構成されているので、微生物に扱われる。したがって、微生物学の一部と見る向きもある。歴史的には、これらの生物は細菌類と共に植物界のものであると考えられていたので、植物学から派生したものである。現在では菌界は独立の界と見なされており、これが菌類学の扱う分野である。ちなみに現在では、菌類は植物とは類縁が遠く、むしろ動物界とごく近いものであると考えられている。
なお、粘菌類と卵菌類などは現在では菌類ではないと考えられている。しかしながら、長く菌類として扱われてきたので、その研究は菌類学者の仕事と見なされて来た。そのため、現在でも菌類学の中に含めることが多い。
初期の学者としては、エリーアス・フリース (Elias Magnus Fries)、クリスティアーン・ヘンドリク・ペルズーン(Christian Hendrik Persoon)、アントン・ド・バリー (Anton de Bary)、ルイス・デービッド・ド・シュウェイニツ (Lewis David von Schweinitz)などが挙げられる。
菌類学は、肉眼で観察できるキノコの研究と、顕微鏡で発見された微生物の研究を両輪に進んできた。微生物学は、細菌類を中心に進んできたため、初期の菌類学は、その影響を非常に強く受ける。微生物研究にとって不可欠な培養の技術は、酵母についてパスツールが試みたのが非常に早い例であるが、その後は主として病原性微生物を対象に研究が進んだ。しかし、そのための技術は、菌類の多くにも応用可能であったため、次第に研究が進められるようになる。

## 基礎生物学
酵母は細胞レベルの生物学におけるモデル生物の最初の例となったといって良いだろう。呼吸や酵素に関する生化学の分野はここから始まっている。続いてアカパンカビが遺伝学の研究で利用されて有名になった。それ以降も基礎的な生物学の諸分野は微生物をモデルとして使用してきたが、むしろ菌類よりさらに小さく単純な微生物である細菌類やウイルスが分子生物学や遺伝学のモデルとして使われることが多くなった。しかし、これらの生物は原核細胞であり、われわれと同じ真核細胞ではないため、もっとも扱いやすい真核生物として菌類が使われる例は多い。頻繁に使われるのは出芽酵母Saccharomyces cerevisiaeと分裂酵母Schizosaccharomyces pombeである。

## 応用科学
酵母の研究が発酵産業の要請で始まったように、実用に直結した分野は、大きな発展が行われる。菌類に関しては、発酵にかかわるもの、ペニシリンに始まる抗生物質などの二次生産物の利用などが実用的な面では重要で、現在も様々な菌類の作る物質を探す事は世界中の製薬会社などで行われている。他方で、植物に病原性を持つ菌が多くあることから、植物病理学においても重要な部分を占める。また、大きな影響のある毒性を持つ菌類もある。

## 分類学
直接に実用性のない分野では、まだ十分な研究が進んでいない部分が多い分野でもある。分類に関しては、今でも新種がどんどん追加されている。特に、微小菌類といわれる、小型の子実体を作る子嚢菌類などは毎年どんどん新種が出る。また、菌類は野外での発見が難しく、発見方法が開発されると、新たな分類群が山のように見つかる場合がある。たとえば水生不完全菌は1942年にはじめて発見され、現在では一つの分野にまで成長している。
他方、分類体系そのものの見直しも進められている。菌類は構造が単純なものが多く、外部形態に頼った分類では十分な証拠が得られない場合も多い。現在では生化学、分子遺伝学などの情報が利用できるので、それらを用いた見直しが行われている。

## 生態学
菌類の生態学は、扱いのむずかしい分野である。菌類は培養を行ってはじめて観察できる場合が多く、野外での存在や活動を把握するのが困難だからである。しかしながら、その自然界における役割の重要性は明らかである。一般には菌類は多くの微生物と共に分解者と考えられ、自然界における生物遺体や排泄物の分解を行う役割を担うものとされている。細部についてみると、特に植物遺体の主成分であるリグニンやセルロースの分解に関しては、菌類の働きが大きいと考えられる。その点では生態系における炭素循環においての役割は重要である。また、菌類には他の生物との共生関係を結ぶものが多い。地衣類は藻類と菌類の密接な共生によって、一見独立の生物となっている。また、菌根は一部の高等植物と菌類だけの特殊な関係と考えられていたが、アーバスキュラー菌根の研究の進歩によって、ほとんどの地上植物に見られるものであること、様々な肥料成分の運搬にかかわることなどがわかり始めており、その方面の実用への研究も進められている。